# Čezatlantski predor
Čezatlantski predor je predlagani železniški predor prek Atlantskega oceana med Severno Ameriko in Evropo. Uporabljal bi se za prevoz potnikov in tovora. Sodobni vlaki naj bi potovali s hitrostjo 500 do 8000 km/h. - za doseg zgornje meje bi moral biti v predoru vakuum. Po večini osnutkov bi potekal med Londonom in New Yorkom.
Prednosti pred reaktivnimi letali so večja hitrost in manjši ekološki odtis - namesto fosilnih goriv bi uporabljali cenejšo elektriko. Cena izgradje s trenutno dostopno tehnologijo je ocenjena na 88 do 175 milijard USD, poleg astronomske cene bi bilo potrebno rešiti tudi veliko tehničnih težav. Obstaja več predlogov: plavajoči predor, predor pod morskih dnom ali pa kombinacija obeh.
Eden izmed predlogov bi uporabljal t. i. Vactrain - maglev vlake, ki bi vozili v vakuumu in bi dosegli hitrosti do 8000 km/h. Ob taki hitrosti bi vlak prepotoval razdaljo med celinama v manj kot eni uri.